# Würselen
Würselen är en stad i Städteregion Aachen i Regierungsbezirk Köln i förbundslandet Nordrhein-Westfalen i Tyskland.